# Barry Award/Beste Kurzgeschichte
Barry Award: Beste Kurzgeschichte
Gewinner des Barry Awards in der Kategorie Beste Kurzgeschichte (Best Short Story / Best Mystery Short Story), die zwischen 2004 und 2012 die beste im Vorjahr in den USA oder Kanada erschienene Kurzgeschichte aus dem Krimi- oder Mystery-Genre auszeichnete.
| Jahr | Preisträger       | Kurzgeschichtentitel               | Anthologie (Verlag)                                      |
| ---- | ----------------- | ---------------------------------- | -------------------------------------------------------- |
| 2004 | Robert Barnard    | Rogues’ Gallery                    | Ellery Queen’s Mystery Magazine, März 2003               |
| 2005 | Edward D. Hoch    | The War In Wonderland              | Green For Danger (ImPress Mystery)                       |
| 2006 | Nancy Pickard     | There Is No Crime on Easter Island | Ellery Queen’s Mystery Magazine, September/Oktober 2005  |
| 2007 | Brendan DuBois    | The Right Call                     | Ellery Queen’s Mystery Magazine, September/Oktober 2006  |
| 2008 | Edward D. Hoch    | The Problem of the Summer Snowman  | Ellery Queen’s Mystery Magazine, November 2007           |
| 2009 | James O. Born     | The Drought                        | Michael Connelly (Hrsg.): MWA - The Blue Religion, 2008  |
| 2010 | Brendan DuBois    | The High House Writer              | Alfred Hitchcock’s Mystery Magazine, Juli/August 2009    |
| 2011 | Loren D. Estleman | The List                           | Ellery Queen’s Mystery Magazine, Mai 2010                |
| 2012 | Jeff Cohen        | The Gun Also Rises                 | Alfred Hitchcock’s Mystery Magazine, Januar/Februar 2011 |